# 什贴镇
什贴镇，曾是中华人民共和国山西省晋中市榆次区下辖的一个乡镇级行政单位。2021年5月，撤销什贴镇，整建制并入乌金山镇。

## 行政区划
什贴镇下辖以下地区：
什贴村、南窑头村、韩家寨村、杨头村、小桥村、冀家坪村、辛家庄村、蔡家坪村、十里沟村、瓦子坪村、陶上村、枝子岭村、小寨村、福元沟村、龙白村、要罗村、白坡村、兴治村、柏林头村、刘家坡村、颉纥村、南坪村、富华村、山庄头村、桥头村、北要店村、南要店村、罗家庄村、葛家庄村、李坊村、东庄村、郑家庄村、焦家寨村和南咀村。